# Achäne

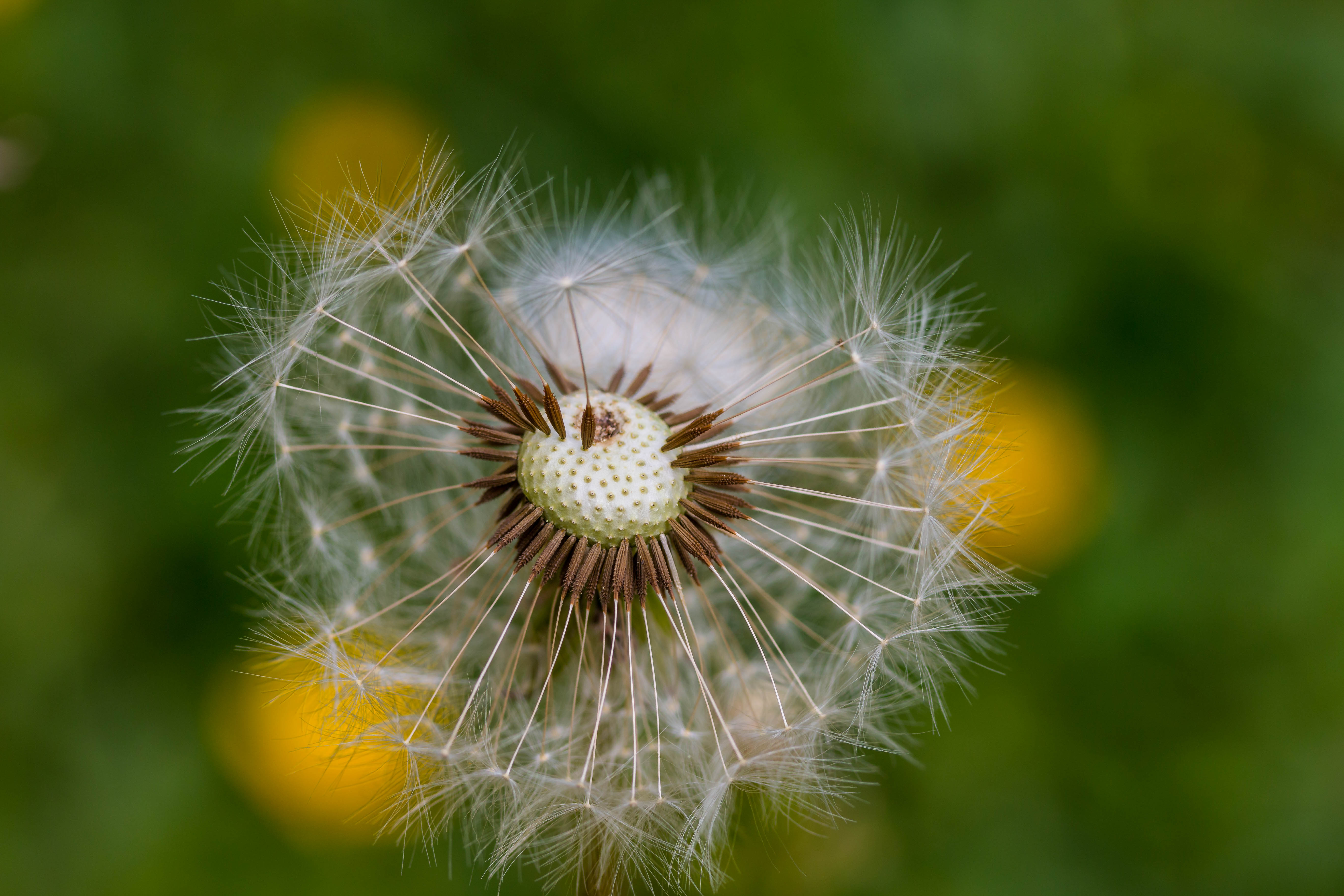
Achänen (Cypselas) des Gewöhnlichen Löwenzahns mit Pappus

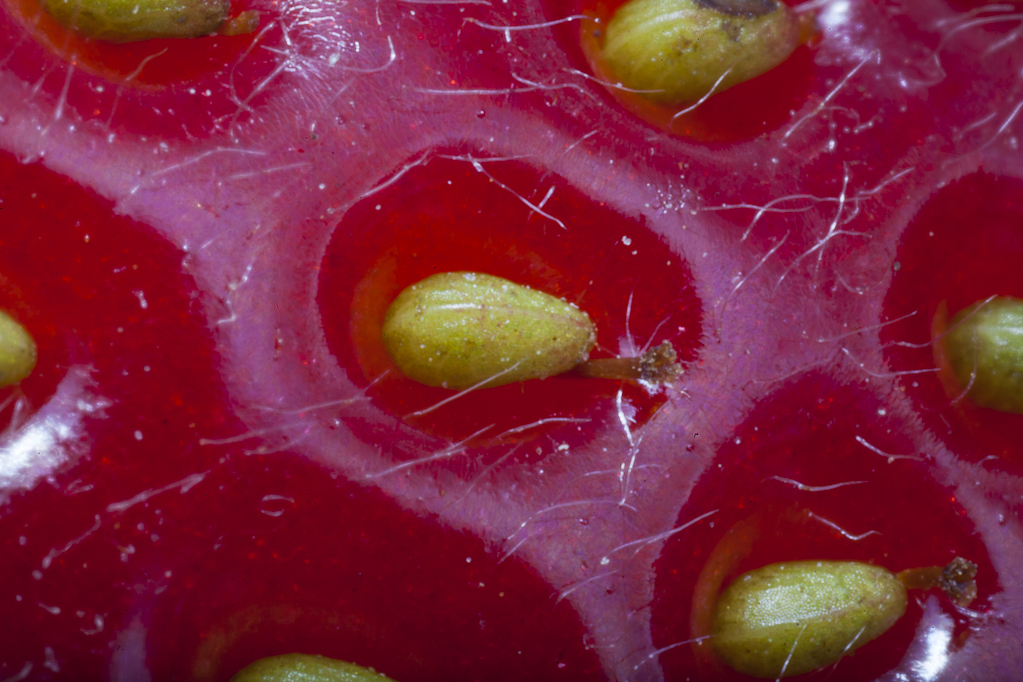
Erdbeer-Achänen 4,25-fach vergrößert

Mit Achäne (altgriechisch χαίνειν chainein ,klaffen‘ mit Alpha privativum, also „nicht klaffen“) wird in der Botanik eine Form von nussähnlichen Schließfrüchten bezeichnet.
Achänen sind einsamige Schließfrüchte (öffnen sich nicht bei Reife), bei denen ein dünnes, nur an einem einzigen Punkt anhaftendes, lederiges, zähes, trockenes Perikarp (nur teilweise verholzte Fruchtwand) einen einzelnen Samen (Testa) dicht anliegend umschließt. Typische Beispiele sind die Sonnenblume, aber auch die Samen der Erdbeere (Gattung Fragaria); hier wird kein Pappus für eine flugfähige Diaspore gebildet.
Eine spezielle Form bildet die anthocarpe Achäne (angiocarp) (Diclesium, Pseudoanthecium, Cypsela), bei der sich Teile der Blütenhülle oder des Blütenbodens mit der Frucht zu einer Diaspore verbinden. Es kann ein Pappus sein, es können aber auch andere, flügelige Formen gebildet werden. Bekanntestes Beispiel dafür ist der Gewöhnliche Löwenzahn. Wenn die Fruchthülle stachelig, hakig ist, dann spricht man auch von „Kletten“ (Bur) wie bei der Gewöhnlichen Spitzklette (Xanthium strumarium). Weitere sind z. B. Valven beim Ampfer (Rumex spp.) und andere Formen wie ein verwachsener und geflügelter Kelch bei den Abronia spp. und ein verwachsenes Perianth bei der Pisonia umbellifera oder Boerhavia intermedia.
Bei der nussartigen Flügelfrucht, Flügelnuss (Samara), oft eine Achäne, ist hingegen das Perikarp zu Flügeln ausgewachsen. 
Bei Sammelfrüchten oder Fruchtverbänden aus mehreren Achänen spricht man von einer Sammelachänenfrucht (Etaerio, Achenecetum, Achenetum), z. B. bei der  Erdbeere oder Ranunculus gmelinii, oder einem Achänenfruchtverband (Achenosum, Achenoconum), z. B. beim Papiermaulbeerbaum (Broussonetia papyrifera). Eine spezielle Form ist das Sykonium der Scheinfrüchte von Feigen (Ficus spp.); hier sind die Achänen innseitig in einem fleischigen, hohlen Blütenboden angeordnet. 
Es wird auch folgende Unterscheidung getroffen:
- Achäne: einsamig, aus einem oberständigen, unilokularen (mit einem Fruchtknotenfach) Fruchtknoten (sonst wie oben), z. B. Bleiwurzgewächse (Plumbaginaceae)
- Cypsela: bei einsamigen, anthocarpen Früchten mit unterständigen, unilokularen Fruchtknoten. Es bildet sich hier eine zusätzliche Schicht über dem Perikarp (sonst wie oben), z. B. Korbblütler (Asteraceae).[2]

Eine Doppelachäne (cremocarp, mericarp) kommt bei den Doldengewächsen (Apiaceae) vor, sie ist eine Spaltfrucht. Ein Beispiel aus dieser zahlreiche Gewürzpflanzen enthaltenden Familie ist die Petersilie. 
Ähnlich sind das Utrikel, bei dem das Perikarp aber dünn und lose, blaterig (aufgeblasen) und größer sowie oft papierartig ist, und die Karyopse, bei der das dünne Perikarp mit dem Samen verwachsen ist.